# Zonosaurus laticaudatus
Zonosaurus laticaudatus là một loài thằn lằn trong họ Gerrhosauridae. Loài này được Grandidier mô tả khoa học đầu tiên năm 1869.

## Hình ảnh

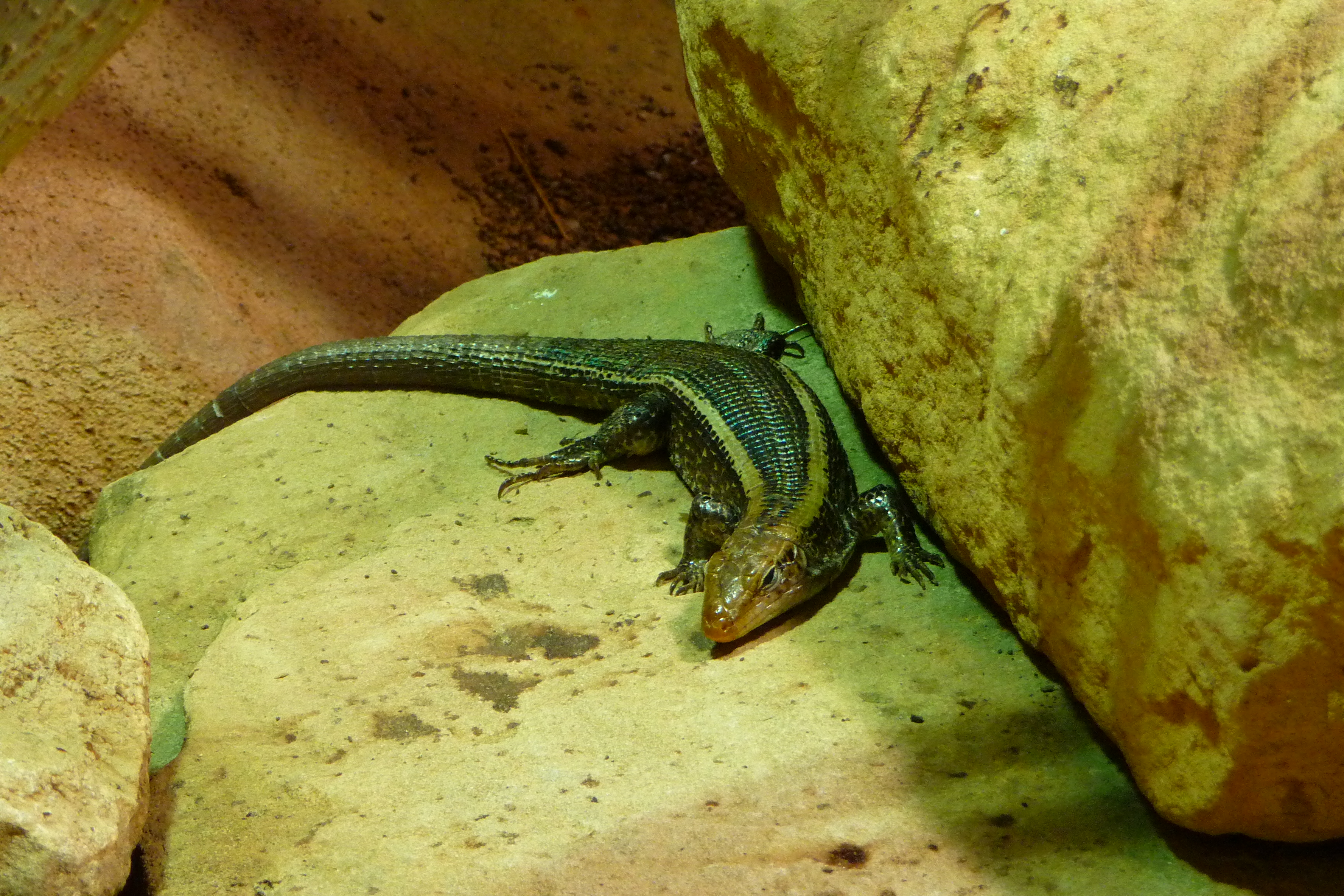